# Эскортные миноносцы типа «Хант»
Эскортные миноносцы типа «Хант» — тип эскортных миноносцев, состоявший на вооружении Королевских ВМС Великобритании в предвоенные годы и в период Второй мировой войны. Состоял из четырёх несколько различавшихся между собой серий. Корабли строились в соответствии с принятой в начале 1938 Адмиралтейством концепцией быстроходного эскортного корабля, способного, помимо обеспечения ПВО конвоев, решать и некоторые функции эсминцев. Кораблям присвоили названия, взятые из охотничьей терминологии, а именно по местам нахождения и выращивания английских фоксхаундов.

## История строительства и особенности конструкции

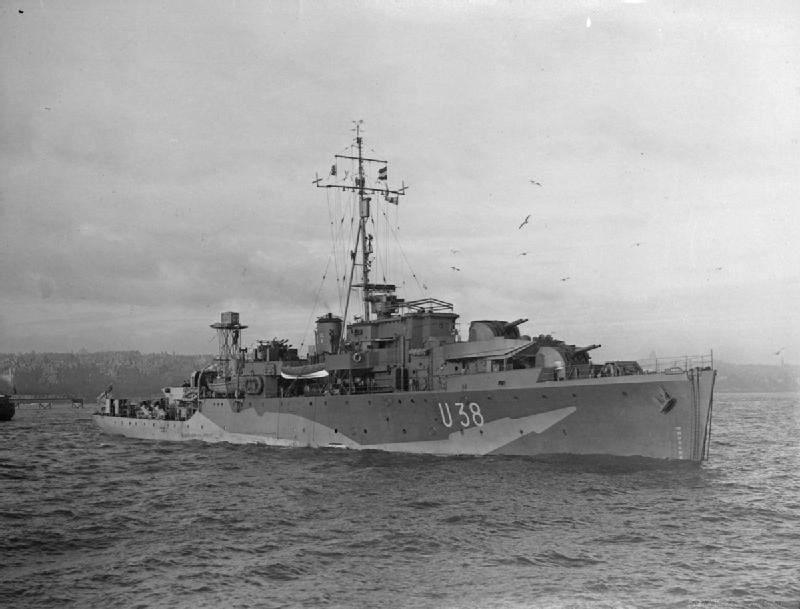
Шлюп HMS Cygnet типа «Блэк Суон»

Как бы хороши ни были «чёрные лебеди», но они не могли полностью заменить эсминцы, например, в защите быстрых (войсковых) конвоев, патрулировании гаваней и баз, наступательных патрулей, таких как патруль Дувра. Нужен был быстроходный эскортный корабль с усиленным зенитным вооружением, да такой, что его можно было построить быстро. Эскортный вариант флотских эсминцев с зенитным главным калибром не годился, так как на их строительство требовалось тридцать месяцев.
В качестве прототипа для решения задачи, поставленной британским Адмиралтейством, специалисты остановились на строившихся c 1938 года шлюпах типа «Блэк Суон», (1200 тонн водоизмещения, на вооружении шесть 102-мм зенитных орудия в спаренных установках и счетверённый «Пом-Пом»). Согласно новому проекту, в 800 тонн водоизмещения эскортного миноносца конструкторы собирались установить 2 двухствольные 102-мм артустановки, вместо третьей установить один четырёхствольный 40-мм зенитный автомата Пом-Пом и четырёхтрубный торпедный аппарат, при этом планировалось обеспечить скорость порядка 28-31 узлов. Поскольку скорость оригинального шлюпа не превышала 20 узлов, то на новом корабле значительно повышалась мощность энергетической установки, которая возросла с 3600 до 18 000 л. с.! Во время разработки проекта от торпедного аппарата отказались, в пользу третьей спаренной 102-мм установки, также несколько подросли водоизмещение и мощность энергетической установки.
В начале 1939 года, задолго до завершения расчётов, была заложена серия из 20 единиц эскортных эсминцев по программе 1939 года, при этом закладка шлюпов прекратилась. До начала войны успели заложить 18 единиц. Ещё 36 точно таких же эсминца заказали по «чрезвычайной военной программе» осенью 1939 года. И только когда головной корабль («Этерстоун», от англ. HMS Atherstone (L05)) был спущен на воду (декабрь 1939 года), выяснилось, что остойчивость корабля оставляет желать лучшего из-за ошибки на стадии расчётов. Для исправления ситуации на кораблях, стадия завершения которых уже не позволяла устранить недостатки перестройкой корпуса, сняли третью спаренную 102-мм установку, перенесли «Пом-Пом» на кормовую настройку (для перераспределения нагрузки) и уложили балласт порядка 50 тонн. Тип получил название «Hunt» (англ. Type I Hunt Class Escort Destroyer). К нему относились все 20 кораблей построенных по программе 1939 года и три корабля («Blencathra», «Brocklesby» и «Leddesdale») построенных по «чрезвычайной военной программе».

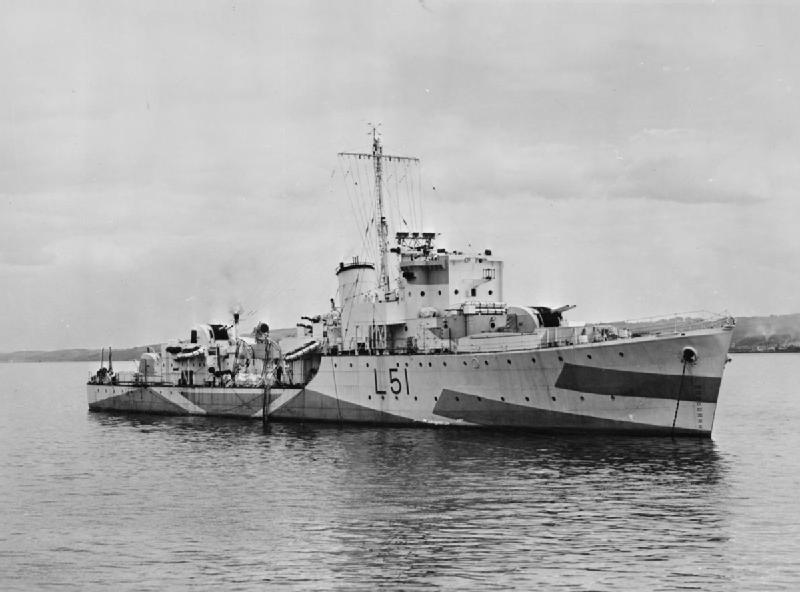
Bramham — миноносец подтипа Хант II в 1942 году

Оставшиеся 33 единицы заложенных по «чрезвычайной военной программе» строились по переработанному проекту. Эти корабли известны под второй серией — «Type II Hunt». На этой серии решалась проблема с проектной нагрузкой, за счёт значительного увеличения ширины корпуса — на 0,8 метра (или 9 % от первоначальной ширины корпуса), что позволило возвратить третью 102-миллиметровую артустановку. К моменту достройки в состав вооружения дополнительно были включены два 20-мм одиночных «эрликона». В остальном корабли соответствовали первоначальному проекту.
В конце 1940 года последовал новый заказ на 30 эсминцев по программе 1940 года (Третья серия или «Type III Hunt»). Корабли должны были стать повторением второй серии, но за некоторым исключением. Адмиралтейство решило вернуть на корабли торпедный аппарат (правда, двухтрубный), за счет того, что были убраны одна 102-мм установка и один бомбомёт. В компенсацию за ослабление основного вооружения был увеличен запас глубинных бомб и установлены три 20-мм зенитных орудия Эрликон. Визуально отличались от кораблей ранних серий прямыми мачтой и дымовой трубой. Один миноносец серии обходился в 352 000£.
Из числа эсминцев программы 1940 года, два корабля были построены по проекту, разработанному фирмой «Торникрофт» в инициативном порядке (четвёртая серия или «Type IV Hunt»). Основным отличием серии стали удлинённый полубак и изменённые обводы корпуса — квадратное («линкорное») сечение по миделю, чем удалось получить гораздо более мореходный корабль. На кораблях этого типа удалось совместить и три 102-мм спаренные установки, и трёхтрубный торпедный аппарат, и более ёмкие топливные цистерны, в результате чего заметно возросли мореходность и автономность. Единственным ухудшением стало уменьшение скорости, которая не превышала 25 узлов, даже несмотря на требовании установки Адмиралтейством стандартной энергетической установки, поскольку изначально «Торникрофт» планировал установить ту мощностью в 15 000 л. с.

### Энергетическая установка

#### Главная энергетическая установка
Главная энергетическая установка включала в себя два трёхколлекторных Адмиралтейских котла с пароперегревателями и два одноступенчатых редуктора, четыре паровых турбины Парсонса. Дымоходы обоих котлов свели в одну широкую дымовую трубу. Две турбины (высокого и низкого давления) и редуктор составляли турбозубчатый агрегат. Размещение ГЭУ — линейное. Котлы размещались в изолированных отсеках, турбины — в общем машинном отделении, при этом были отделены от турбин водонепроницаемой переборкой.
Рабочее давление пара — 21,2 кгс/см² (20,5 атм.), температура — 332 °C.

#### Электропитание
Электричество вырабатывали два турбогенератора мощностью по 60 кВт. Были так же два дизель-генератора по 10 кВт.

#### Дальность плавания и скорость хода
Проектная мощность составляла 19 000 л. с., что должно было обеспечить скорость хода (при полной нагрузке) в 26 узлов.

## Оценка проекта
Их вооружение из 102-мм универсальных орудий делало их эффективными кораблями эскорта. Правда первый тип нёс недостаточное количество глубинных бомб.
У всех типов был недостаток, заключающийся в необходимости частых дозаправок топливом во время длительных рейсов, например, при использовании для сопровождения арктических конвоев. Автономность была не высокой. Обитаемость оставляла желать лучшего.